# Panagiotis Koroneos
Panagiotis „Takis“ Koroneos (griechisch Παναγιώτης „Τάκης“ Κορωναίος; * 8. Oktober 1952 in Rethymno) ist ein ehemaliger griechischer Basketballspieler und -trainer. Mit elf gewonnenen Meisterschaften ist er zusammen mit Fragiskos Alvertis nach Dimitrios Kokolakis der erfolgreichste Spieler der griechischen Liga.

## Spielerkarriere
Koroneos begann seine Karriere bei Panathinaikos Athen, wo er bis 1985 unter Vertrag stand und neben elf Meisterschaften auch dreimal den griechischen Vereinspokal gewinnen konnte. Nach einer Saison bei PAOK Thessaloniki beendete er seine aktive Laufbahn bei Panionios Athen.

## Nationalmannschaft
Sein Debüt bei der griechischen Nationalmannschaft gab Koroneos bei einem Spiel am 25. Juli 1972. Bei einem 70:69-Sieg über Bulgarien gelangen ihm dabei 22 Punkte. In den folgenden neun Jahren war er ein fester Bestandteil der griechischen Auswahl und nahm insgesamt an drei Europameisterschaften teil. Sein letztes Spiel gab er am 29. Oktober 1981 bei einem Länderspiel gegen Polen. Sein größter Erfolg bei der Nationalmannschaft war der Gewinn der Goldmedaille bei den Mittelmeermeisterschaften 1979.

## Trainerkarriere
Nach seiner aktiven Laufbahn als Spieler übernahm Koroneos zuerst das Traineramt bei einer Reihe von Amateurverein. Zu seinen späteren Profistationen gehören GS Marousi, AO Dafni Athen, Niar Ist sowie die Damenabteilung von Panionios Athen.

## Erfolge
- Griechischer Meister: 1969, 1971, 1972, 1973, 1974, 1975, 1977, 1980, 1981, 1982, 1984
- Griechischer Pokalsieger: 1979, 1982, 1983
- Goldmedaille bei Mittelmeermeisterschaften: 1979

## Auszeichnungen
- Teilnahme an Europameisterschaften: 1975, 1979, 1981